# Duosperma kilimandscharicum
Duosperma kilimandscharicum är en akantusväxtart som först beskrevs av Gustav Lindau, och fick sitt nu gällande namn av William Adams Dayton. Duosperma kilimandscharicum ingår i släktet Duosperma och familjen akantusväxter. Inga underarter finns listade i Catalogue of Life.